# Птолемеј II Филаделф
Птолемеј  Филаделф (грч. Πτολεμαῖος Φιλάδελφος, 309. п. н. е. – 246. п. н. е.), био је краљ Птолемејског Египта у периоду 283. до 246. године п. н. е. Био је син оснивача Птолемејске династије Птолемеја I Сотера и Беренике од Египта.

## Владавина
Птолемеј II Филаделф је почео своју владавину као ко-регент са својим оцем Птолемејем I Сотером од 290. п. н. е. до 283. п. н. е. Египат је био умешан у неколико ратова за време његове владавине. Магас из Кирене је започео рат са његовим полубратом 274. п. н. е., и селеукидски краљ Антиох I Сотер (Сотер у преводу значи спаситељ), је напао ускоро, за време Првог сиријског рата. Две или три године рата су уследиле.
Египћани су низали победу за победом што их је учинило неоспорном поморском силом у источном Медитерану. Његова флота (од 112 бродова) је важила за најјачу поморску опсадну јединицу икада. Осигуравши приступ приморским градовима његове империје, Птолемеј II Филаделф је проширио птолемејску сферу преко Кикладе до Самотраке, и луке и обалне градове Киликије Тракеје, Памфилије, Лиције и Карије.
Победа коју је македонски краљ Антигон II Гоната извојевао код Коса (између 258. и 256. п. н. е.) није дуго ометала птолемејску доминацију над Егејским морем. У Другом сиријском рату са Селеукидским краљевством, под Антиохом II Теом (после 260. п. н. е.), Птолемеј је непрекидно губио на приморју Мале Азије и пристао је на мир који је био условљен венчањем Антиоха и Птолемејеве ћерке Беренике (250. п. н. е.)

## Породично стабло
| \| \| \| \| \| 2. Птолемеј I Сотер \| \| \| \| \| \| \| \| \| \| \| \| \| \| \| \| \| \| \| \| \| \| \| \| \| \| \| \| \| \| \| \| \| 1. Птолемеј II Филаделф \| \| \| \| \| \| \| \| \| \| \| \| \| \| \| \| \| \| \| \| \| \| \| \| \| \| \| \| \| \| \| \| \| \| \| \| 3. Береника I \| \| \| \| \| \| \| \| \| \| \| \| \| \| \| \| \| \| \| \| \| \| \| \| \| |                         |  |  |                     |  |  |  |
| |                         |  |  | 2. Птолемеј I Сотер |  |  |  |
| |                         |  |  |                     |  |  |  |
| |                         |  |  |                     |  |  |  |
| |                         |  |  |                     |  |  |  |
| | 1. Птолемеј II Филаделф |  |  |                     |  |  |  |
| |                         |  |  |                     |  |  |  |
| |                         |  |  |                     |  |  |  |
| |                         |  |  |                     |  |  |  |
| | 3. Береника I           |  |  |                     |  |  |  |
| |                         |  |  |                     |  |  |  |
| |                         |  |  |                     |  |  |  |